# NMB48劇場

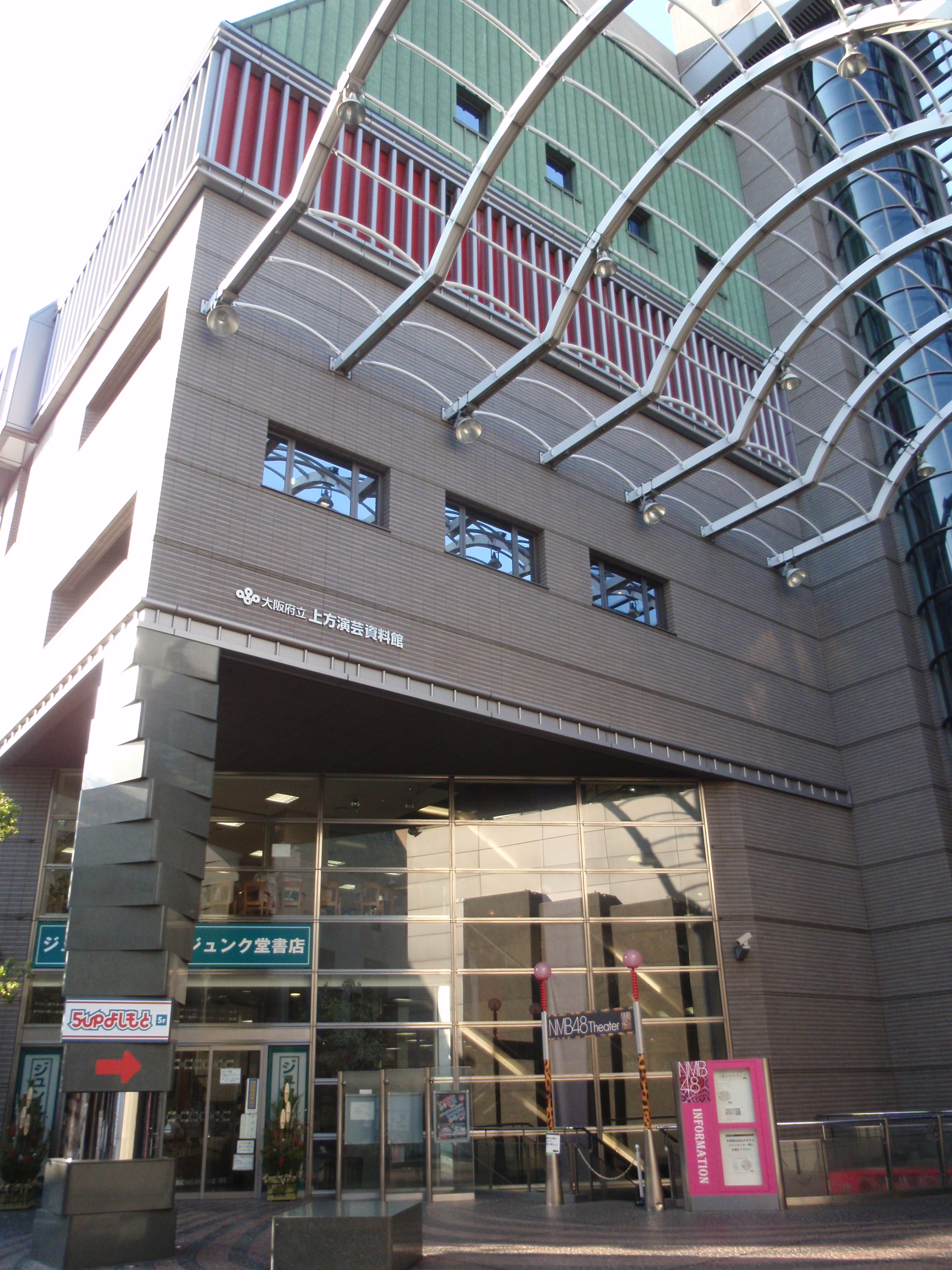
劇場が入居するYES-NAMBAビル

NMB48劇場（エヌエムビーフォーティーエイトげきじょう、英語: NMB48 Theater）は大阪府大阪市中央区難波千日前にあるNMB48のホームグラウンドとなっている劇場。なんばグランド花月の向かい、YES-NAMBAビルの地下1階にある。2011年1月1日にオープンした。

## 概要
NMB48は、東京・秋葉原を本拠とするAKB48や名古屋市を中心に活動するSKE48に続く秋元康プロデュースによる地元密着のアイドルグループとして2010年10月に結成された。結成当初は専用の劇場がなかったが、同年12月3日に吉本興業の若手芸人の拠点として1999年9月にオープンした『baseよしもと』が閉館し、その跡地を有効活用する形で2011年1月1日に念願の劇場がオープンした。なお、吉本の若手育成の劇場は当劇場が入居するYES-NAMBAビルの5階にあった「ワッハホール」を改装して『5upよしもと』（現・よしもと漫才劇場）としてリニューアルオープンした。
支配人は金子剛。
本劇場は専らNMB48およびAKB48姉妹グループの公演でのみ運用されているが、2011年3月に読売テレビで放送された特別番組『NMB48ジャングル』は本劇場で公開収録され、2011年12月31日には吉本所属の若手芸人5upよしもとZEROメンバーによるお笑いライブが本劇場で開催された。
東京・秋葉原のAKB48劇場の正式名称は「Akihabara48 Theater」であるが、本劇場はNamba48 Theaterとは称さずNMB48 Theaterと称している。
ちなみに、本劇場の電話番号の末尾（加入者番号）は7848（難波48）となっている。

## 劇場内の特徴

### 座席構成
椅子席は233席。AKB48グループ共通ではあるが、席を立っての観覧は禁止されている。baseよしもと時代の名残として座席番号が付与されている。かつては遠方枠・グループ枠等の観客のため一部を座席指定として設定しているほかはすべて自由席であったが、現在は公演ごとに座席番号がランダムで貼りだされていることにより、入場しないと座席がわからないようになっている。座席の色は最前列から数えて奇数列（A列・C列…）は青色、偶数列（B列・D列…）は紺色となっている。最下手最前列の１席が、スタッフ用として使用されている。

### 客席に接近したステージ
元々は心斎橋筋2丁目劇場の歴史を受け継ぐ若手お笑い芸人の劇場であったことから、ステージと客席は非常に接近している。最前列の客席からステージまではおよそ2メートルで、身を乗り出せばステージ上のメンバーに手が届くほどの距離である。なお、最前列席とステージの間には黄色い線が引かれており、最前列の観客は黄色い線から出ないよう注意がなされている。ステージの高さはおよそ50センチと低く、成人男性の膝上ぐらいの高さとなっている。

### せり
せりとは、ステージの床がせり上がってくる機構のこと。せりだしとも言う。ステージ上は3×3で分割され、それぞれ独立して1メートル程度までせりあがるようになっている。

### LED
LEDによる電飾板がステージ後方の端から端まで映写幕状に設置されている。曲目に応じ演出で使用されているが使用しない時は黒幕を閉じて隠される。2012年8月開催のSKE48研究生、2014年9月開催のAKB48チーム8の出張公演ではAKB48・SKE48（曲名）演奏中は、歌詞は違えど同じ曲を歌うNMB48とは異なった電飾表示パターンとなった（電飾板はNMB48の文字表示はあるが、AKB48・SKE48の文字表示はない）。2021年11月には電飾の更新が行われた。

### 劇場ロビー
ロビーには手荷物預かりのコインロッカーとメンバーの肖像写真が掲示されたパネルがあるが、肖像写真パネルは可動式のため劇場営業時間外およびSKE48等姉妹グループの出張公演開催日は隠される。肖像写真パネルは最大25名しか掲出できないため、チームN・M・BII公演では出演メンバー全員と休演の正規メンバー、研究生公演では全員掲出される。吉本興業系列のFMちゅうおうのオープンスタジオがあり、出演するお笑い芸人目当ての見物客で賑わっている。インフォメーションカウンターでは公演チケットの発売とメンバーへのファンレター・プレゼントの預託受付を行っているが、AKB48劇場とは異なり予約のない一般客（FMちゅうおうオープンスタジオ観覧客を除く）は劇場ロビーへ立ち入ることができないので非予約客は劇場入口の係員に預託することができる。液晶モニターが大小1基ずつ設置されており、メンバーのプロフィール映像が常時流れているほか、キャンセル待ち予約者でチケットを買い漏れとなった客のためのモニター放映が大モニターを使って行われている。観客の入場整理はロビーではなくYES-NAMBAビルの非常階段を使って行われている。
ちなみに、ロビーは3階フロアまで吹き抜けとなっており、吹き抜け部分から劇場ロビーを覗き込むことは禁止されており、その旨の張り紙が掲出されている。

### 劇場へ通じる通路
通路には、劇場入口側の壁には全メンバーの肖像写真と卒業メンバーの所属・名前・卒業日が記された金色プレート（ただし、辞退・解雇者は掲出されない）・公演の記念写真が掲示され、反対側の壁にはメンバーの落書きがいたるところにある（メンバー身長ボードと称される）。なお、通路は改札内のためトイレを含めチケット保有者以外は立ち入りができない。公演終了後のメンバーとのハイタッチ・肩たたきサービスは通路にて行われていた（現在はステージでのお見送り会に変更）。かつては、卒業メンバーの肖像写真も掲示されていたが現役・卒業メンバーが増えるにつれ手狭になってきたので金色プレートに変更されている。なお、通路の写真撮影は禁止されている。

### その他
本劇場は日本国内のAKB48グループ5劇場のなかで唯一
- ステージに花道が設置されていない。
- 劇場入口の看板に「JAPAN'S MOST SOPHISTICATED SHOW」の表示がない（共同運用の西鉄ホール・パピヨン24ガスホール・スカラエスパシオを除く）。
- 常設劇場で唯一地下に設置されている（AKB48劇場が8階、SKE48劇場が2階、HKT48劇場が6階（西鉄ホール）・2階（パピヨン24ガスホール）・地下2階（スカラエスパシオ）、NGT48劇場が4階）

客席後方の下手側の壁の中央付近にヒョウ柄のテープが横に貼られており、1周年毎に1本ずつ増やしている（活動歴を表すサービスストライプ）。2016年1月1日で5本目のテープが貼られた。これはAKB48劇場の柱に倣っている。

## AKB48劇場との違い

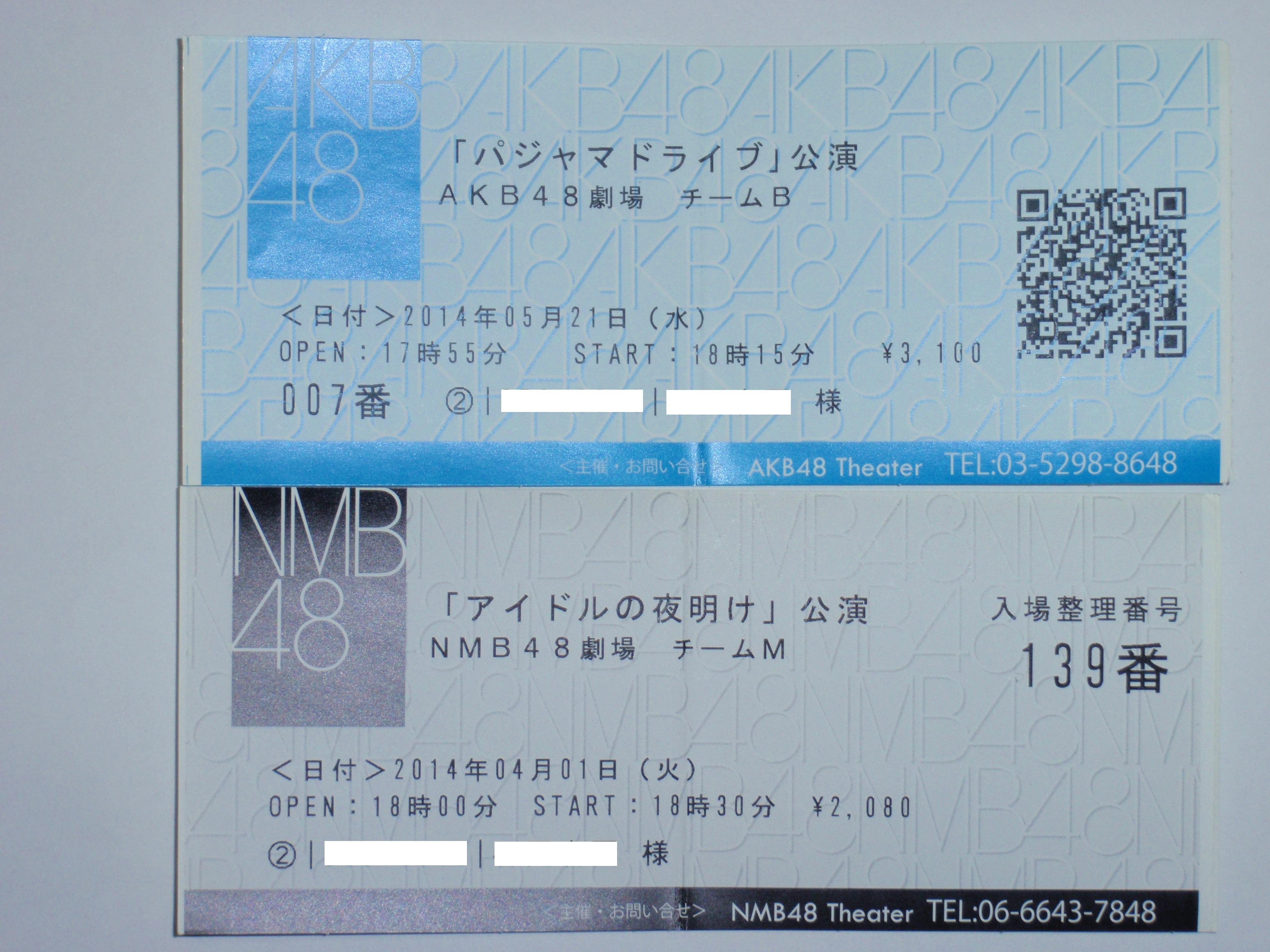
上はAKB48劇場、下はNMB48劇場のチケット

- 前述の通り非予約客は劇場ロビーに立ち入ることができない。公演中のモニター放映の観覧は原則キャンセル待ち・キャンセル待ちオマケの当選者に限られる。
- 本劇場のステージには花道・どんでん返しは設置されていないので、出演メンバーは上手・下手の舞台袖からのみの登退場となる。せりの数もAKB48劇場の14基（4×3と花道に2基）に対し、本劇場は9基しかない。ステージの高さはAKB48劇場よりも高い（AKB48劇場は成人男性の膝下くらいの高さ、そのため最前列席とステージの間に柵が設置されている）。
- 開場時の観客の入場方法についてはAKB48劇場の抽選入場[注 4]に対し、本劇場では当選番号順の整列入場[注 5]を採用している。前述の観客の入場整理を非常階段を使って行われているのはこのためである。整列入場採用の理由は劇場ロビーが狭隘なため200名を超える観客・キャンセル待ち客を収容するのは困難であると金子支配人が公式ブログで語っている。
- 公演終了後のメンバーとのハイタッチサービスはロビーではなく通路で行われていた（現在は両劇場ともステージ上でのお見送り会に変更されている）。
- インフォメーションカウンターは常設ではなく、公演チケット発売時間中のみ設置される。
- AKB48劇場では、入口→通路→ロビー→劇場の順に通っていくが、本劇場では入口→ロビー→通路→劇場の順となっている。
- 本劇場の客席は全席着席となっており、立ち見の観覧スペースは設置されていない。
- 劇場入場時の本人確認方法については、AKB48劇場ではチケットと本人確認書類の2点の提示を求められるが、本劇場ではチケットの提示とチケット購入時に手の甲に押印するNMB48と記したハンドスタンプ[注 6]の確認を採用している。
- NMB48劇場では通路の写真撮影は禁止されている、原則としてロビーの肖像写真パネルと生誕祭等の装飾に限り撮影が認められている[3]。

### 節電対応
AKB48劇場では、2011年3月11日に発生した東北地方太平洋沖地震（東日本大震災）および東京電力・福島第一原子力発電所での事故による東京電力管内電力事情悪化の影響により、同年3月29日から10月3日まで「せり」やスモークを使用せずかつ照明等の電力消費を最小限にした上での劇場公演を行っていたが、本劇場では2011年の関西電力による夏季・冬季節電要請期間中および、2012年夏季の関電管内の電力需給逼迫における節電要請期間中も平常通りの公演を行なっていた。NMB48劇場では万一、計画停電が実施された場合、公演は中止となる。

## 最寄駅
- 大阪市高速電気軌道
  - 御堂筋線・四つ橋線・千日前線 - なんば駅
  - 千日前線・堺筋線 - 日本橋駅
- 南海電気鉄道
  - 難波駅
- 近畿日本鉄道
  - A 大阪難波駅
  - A 近鉄日本橋駅
- 阪神電気鉄道（NMB48公式サイトには阪神は記載されていない）
  - 大阪難波駅
- 西日本旅客鉄道（JR西日本）
  -  JR難波駅